# Discografia de Hello Venus
Esta é a discografia do girl group sul-coreano Hello Venus. Consiste de três extended plays, um álbum ao vivo e cinco singles.

## Álbuns

### EPs
| Título                                                                                       | Detalhes do álbum | Melhores posições nas paradas | Vendas             |
| Título                                                                                       | Detalhes do álbum | KOR                           | Vendas             |
| -------------------------------------------------------------------------------------------- | --- | ----------------------------- | ------------------ |
| Venus                                                                                        | - Lançamento: 9 de maio de 2012 - Relançamento (Like a Wave): 4 de julho de 2012 - Gravadora: Tricell Media - Formatos: CD, download digital | —                             | - KOR: N/A         |
| What Are You Doing Today? (오늘 뭐해?)                                                       | - Lançamento: 12 de dezembro de 2012 - Gravadora: Tricell Media - Formatos: CD, download digital                                             | 92                            | - KOR: 984+ (2013) |
| Would You Stay For Tea? (차 마실래?)                                                         | - Lançamento: 2 de maio de 2013 - Gravadora: Tricell Media - Formatos: CD, download digital                                                  | 6                             | - KOR: 10.213+     |
| I'm Ill                                                                                      | - Lançamento: 22 de julho de 2015 - Gravadora: Fantagio Music - Formatos: CD, download digital                                               | 7                             | - KOR: 4.338+      |
| Mystery of VENUS                                                                             | - Lançamento: 11 de janeiro de 2017 - Gravadora: Fantagio Music - Formatos: CD, download digital                                             | —                             | —                  |
| "—" indica lançamentos que não figuraram nas paradas ou que não foram lançados nessa região. | |                               |                    |

### Álbuns ao vivo
| Título                                                                                       | Detalhes do álbum                                                                         | Melhores posições nas paradas | Vendas |
| Título                                                                                       | Detalhes do álbum                                                                         | KOR                           | Vendas |
| -------------------------------------------------------------------------------------------- | ----------------------------------------------------------------------------------------- | ----------------------------- | ------ |
| Hello Venus Live Album 2013                                                                  | - Lançamento: 13 de agosto de 2013 - Gravadora: Tricell Media - Formato: download digital | —                             |        |
| "—" indica lançamentos que não figuraram nas paradas ou que não foram lançados nessa região. |                                                                                           |                               |        |

## Singles
| Título                                                                                       | Ano  | Melhores posições nas paradas | Melhores posições nas paradas | Álbum                     |
| Título                                                                                       | Ano  | KOR                           | Hot100 K-Pop                  | Álbum                     |
| -------------------------------------------------------------------------------------------- | ---- | ----------------------------- | ----------------------------- | ------------------------- |
| "Venus"                                                                                      | 2012 | 35                            | 34                            | Venus                     |
| "Like a Wave"                                                                                | 2012 | 60                            | 60                            | Like a Wave               |
| "What Are You Doing Today?"                                                                  | 2012 | 37                            | 38                            | What Are You Doing Today? |
| "Would You Stay For Tea?"                                                                    | 2013 | 33                            | 26                            | Would You Stay For Tea?   |
| "Sticky Sticky"                                                                              | 2014 | —                             | —                             | Single sem álbum          |
| "—" indica lançamentos que não figuraram nas paradas ou que não foram lançados nessa região. |      |                               |                               |                           |

## Participações em trilhas sonoras
| Título               | Ano  | Álbum                             |
| -------------------- | ---- | --------------------------------- |
| "Where Are You Now?" | 2013 | After School Bokbulbok OST Part 2 |
| "It's Just Love"     | 2014 | Cunning Single Lady OST           |

## Videografia

### Vídeos musicais
| Título                      | Ano  | Diretor(s)   | Ref.   |
| --------------------------- | ---- | ------------ | ------ |
| "Venus"                     | 2012 | Kim Hye-jung | [ 9 ]  |
| "What Are You Doing Today?" | 2012 | Digipedi     | [ 10 ] |
| "Would You Stay for Tea?"   | 2013 | Hong Won-ki  | [ 11 ] |
| "Where Are You Now?"        | 2013 | Desconhecido |        |
| "Sticky Sticky"             | 2014 | Hong Won-ki  | [ 12 ] |